# 分裂選挙
分裂選挙（ぶんれつせんきょ）は、同一の政党、派閥などが同一の選挙区で候補者を二分して行う選挙のことである。

## 概要
ある政党本部が某選挙区で候補者Aを推薦、しかし、政党の地方支部が別の候補者Bを推薦する。通常は本部と地方支部との間で話し合いや調整が行われ候補者を一本化するが、話し合いに応じず（決裂し）候補者AとBが同じ選挙区で立候補してしまうことにより票が分裂してしまう。それによって候補者間のみぞが浮き彫りになったり選挙自体も票の分裂で第三の候補が当選してしまう可能性を秘めている。

## 日本における分裂選挙の例

### 日本社会党の例
1950年代に日本社会党がサンフランシスコ講和条約への賛否や、日本の再軍備などをめぐり左派と右派に分裂、統一を繰り返した。1955年に再統一するまでの間に行われた選挙では左派と右派2つの政党が候補者を立てていたため事実上の分裂選挙となっている。

### 青嵐会の例
1970年代に自由民主党の派閥横断的に結成された保守派の衆参両若手議員の集まりであった青嵐会は自由民主党執行部（田中金権政治）に反発、第10回参議院議員通常選挙において党の方針に反発し、青嵐会独自の候補者を擁立、選挙戦に臨んだ、特に北海道選挙区では河口陽一・西田信一の両現職公認に不満を持った青嵐会の浜田幸一・武部勤らが高橋辰夫の出馬を強行した結果、保守票が分散し3名とも共倒れとなり全員落選した。その得票数や影響力を重く見た自民党執行部は青嵐会を処罰しないことを決定した。

### 阿波戦争
1974年の第10回参議院議員通常選挙において、1人区の徳島県選挙区には現職の久次米健太郎がいたが、当時の田中角栄首相は現職を優先するという不文律に反し内閣官房副長官であった後藤田正晴を自民党公認候補とし、現職の久次米に公認を出さなかった。徳島選挙区は三木派を率いる三木武夫の地元であり、久次米は「三木武夫の城代家老」と呼ばれていた三木側近の一人であったことから、三木は田中の決定に猛反発し、派閥をあげて党公認候補後藤田の対立候補である久次米の選挙戦を支援し保守陣営が分裂する選挙戦となった。
結果的には無所属で出馬した現職の久次米が当選し、後藤田は落選した。この選挙以後、長きにわたって徳島県では三木系と後藤田系が国政や徳島県政を巡って自民党が完全に分裂状態になり、県議会の会派も別々となり、その後の徳島知事選でも分裂選挙となった。

### 1991年東京都知事選挙
現職の鈴木俊一は自身の年齢や多選批判を受けていた。自民党本部は中央の意のままにならぬ鈴木に引導を渡すため、鈴木に引退を促したが鈴木が拒否、また自民党東京都連は鈴木の続投を支持し、民社党都連も鈴木支持に回った。そのため自民党本部は公明党・民社党と共同でNHK報道局長の磯村尚徳を擁立した。表面上は鈴木も磯村も無所属であったが自民党本部対東京都連の代理戦争となっていたため分裂選挙となった。民社党や公明党も分裂選挙になった他、民社党と協力体制にあったスポーツ平和党のアントニオ猪木も一時都知事選出馬を表明した（後に出馬撤回）。結果は現職の鈴木が当選し、当時自由民主党幹事長だった小沢一郎は責任を取り幹事長を辞任した。

### 1993年衆議院選挙
自民党の派閥争いに敗れた小沢一郎のグループ改革フォーラム21が野党の提出した内閣不信任決議案に造反し賛成票を投じた。結果不信任案は可決、衆議院を解散し選挙になった。当初、小沢グループは自民党内に残り選挙戦を戦う予定であったが、不信任案に反対した武村正義、鳩山由紀夫などが自民党を離党し「新党さきがけ」を結成したため小沢グループは自民党を離党し「新生党」を結党した。

### 1996年衆議院選挙
消費税増税に反対し、選挙戦を戦っていた新進党であったが、旧公明党の支持母体である創価学会が党の方針に反発し、複数の小選挙区において、対立候補の自民党や同じく増税に反対していた民主党の候補者へ投票し、事実上の分裂選挙になった。新進党は改選議席を下回る敗北を喫し、2年後には解党した。

### 2005年衆議院選挙
郵政民営化法案の採決をめぐり、郵政民営化に反対する議員が自民党内にいた。郵政民営化法案は衆議院では可決したが、参議院で党内の造反議員によって否決された。法案が参議院で否決された場合には直ちに衆議院を解散すると公言していた小泉政権は予告通り衆議院を解散、法案に造反した議員を公認せず、刺客候補を造反議員の選挙区へ送り込んだ。造反議員は公認を得られなかったため、ほとんどが無所属で立候補した。自民党の都道府県連は刺客候補を容認したが、都道府県連の中には法案に反対した造反議員を支持した都道府県連もあり、小選挙区において分裂状態になった。また、マスコミも分裂選挙で対立している選挙区を注目選挙区として放送した。小選挙区では自民党の公認候補が造反議員に勝利するケース、小選挙区で敗れるも比例復活したケース、民主党の候補者が漁夫の利を得て小選挙区で勝利した例もあった。またこの時造反し、自民党から去っていった議員たちの多くは2006年から2007年にかけてと2012年4月に与党民主党が提出した日本郵政グループの組織のあり方を見直しを柱とした郵政改革法案に自民党が賛成して成立する等して自民党の郵政民営化の姿勢に大きな変化がでた後に自民党へ復党している。

### 2007年宮崎県知事選挙
官製談合事件で当時の知事・安藤忠恕が逮捕されたことに伴う知事選挙において、自民党・公明党が持永哲志を推薦したが、同じ保守陣営から川村秀三郎も立候補したため保守陣営の分裂選挙となる。選挙では保守票が分裂したことに加え、無党派層を取り込んだ宮崎出身のタレント・そのまんま東（本名・東国原英夫）が勝利する。

### 2012年自民党総裁選挙
自民党の最大派閥町村派は安倍晋三を支持していたが、会長の町村信孝も総裁選出馬の意向を固めたため派閥による分裂選挙となった。結果は安倍晋三が国会議員による決選投票で石破茂を逆転し勝利する。

### 2013年参議院選挙
民主党は5人区である東京都選挙区において2名の候補擁立を目指していたが直前に行われた東京都議会議員選挙において複数区における民主党候補の共倒れが相次いだため、大河原雅子の公認を取り消し鈴木寛に一本化したが、菅直人元内閣総理大臣ら数名の民主党議員が大河原の支援を表明し、実質的な分裂選挙となった。しかし結果的に大河原・鈴木両名共に票が割れ落選した。

### 2016年東京都知事選挙
舛添要一前東京都知事の辞職に伴い執行された2016年東京都知事選挙では、小池百合子元防衛大臣が自民党に対し推薦願を提出したが、党内からは小池が党に無断で立候補を表明したことに批判が噴出したことから、自民党本部・公明党・日本のこころを大切にする党は自民党東京都連が擁立した増田寛也元総務大臣（前岩手県知事）に推薦を出すこととした。これを受けた小池は、推薦の希望を取り下げ、政党の支援を受けずに立候補。結果は小池が約291万票を獲得し、次点の増田に100万票以上の大差をつけて圧勝した。

### 2019年福岡県知事選挙
過去2回支援した現職の小川洋ではなく元厚生労働官僚の武内和久を副総理兼財務大臣の麻生太郎が擁立を主導、自民福岡県連会長の藏内勇夫が推薦した。小川には福岡県選出の議員の武田良太、鳩山二郎、鬼木誠や議員を引退した古賀誠、山崎拓、太田誠一などが支援した。小川が圧勝して3選。

### 2020年富山県知事選挙
51年ぶりとなる保守分裂選挙となった。自民党県連は現職の石井隆一を推薦するも、元日本海ガス社長の新田八朗が6万票以上の大差で当選を果たした。

### 2021年岐阜県知事選挙
55年ぶりとなる保守分裂選挙となった。自民党県議の猫田孝らは元内閣府大臣官房審議官の江崎禎英を擁立するも、現職の古田肇が5期目の当選を果たした。

### 2021年横浜市長選挙
統合型リゾート（IR）誘致に賛成する地元経済界に推され、現職の林文子が4選を目指し立候補。一方で、自民党県連会長で現職閣僚であった小此木八郎がIR取りやめを掲げ立候補。自民党横浜市連は自主投票を決定したが、首相菅義偉、党の神奈川県議全員と市議の8割強が小此木の応援に入り、事実上の保守分裂選挙となった。
市長選は立憲民主党と連合神奈川の推薦と、日本共産党の支援を受けた元大学教授の山中竹春が当選した。小此木は得票数2位、林は3位で落選した。小此木を支援した菅も影響力の低下が明らかとなり、翌月の自民党総裁選への出馬を取りやめ、首相の座を退くこととなった。

### 2022年石川県知事選挙
7期務めた現職の谷本正憲が不出馬のため、28年ぶりの新人同士の選挙戦となったが、同じ保守陣営から自民党の元衆議院議員・元文部科学大臣で石川県第1区選出議員であった馳浩、元参議院議員・元農林水産審議官で石川県選挙区選出議員であった山田修路、前金沢市長の山野之義が出馬し、分裂選挙となった。自民党側も対応に苦慮し、県連は馳と山田に「支持」を出した上で自主投票とした。
結果は馳が接戦を制し、初当選を果たした。

### 2023年奈良県知事選挙
自民党県連会長の高市早苗が総務官僚の平木省を擁立する形で動いた一方、現職の荒井正吾も5選を目指し立候補を表明した。両者が県連に推薦を求め、県連の推薦は平木となったものの、荒井を推す県議や市町村長もいるという分裂選挙となった。結果は日本維新の会公認の山下真が漁夫の利を得る形で当選を果たし、大阪府以外では初の維新公認の知事となった。

### 2025年秋田県知事選挙
当時、自民党県議会議員だった鈴木健太と当時知事だった佐竹敬久が後継指名した猿田和三が共に自民党に支援を要請。しかし自民党秋田県連は「どちらも保守系の方で素晴らしい」として結論が出ず自主投票の方針を決定し、さらに党所属の県議会議員は鈴木・猿田の支援で割れた。結果は自民党若手議員中心に支援をした鈴木が、猿田に8万票余りの差をつけて勝利。第21代秋田県知事就任が決定した。

### 2025年参議院選挙
和歌山県選挙区にて、自民党は県連内の投票で元幹事長・二階俊博の三男・伸康の擁立を決定。投票で敗れた元有田市長・望月良男は自民党へ離党届を提出し無所属で立候補。同じく自民党を離党していた世耕弘成の支援を受けた望月が自主投票とした連立与党・公明党や日本維新の会との候補者一本化により投票先を失った立憲民主党の支持層を取り込んだ末に伸康を下し初当選を果たした。
鹿児島県選挙区では勇退する現職・尾辻秀久の三女である朋実が自民党県連内での候補者選考から落選。無所属で出馬し立憲民主党や連合鹿児島の推薦・社民党鹿児島県連の支援・共産党の擁立取り下げに寄る野党側の事実上の支援を得た末、自民党元職の園田修光を破り当選している。

## 外国における分裂選挙の例

### アメリカ
アメリカでは共和党と民主党、2大政党がそれぞれ予備選を戦いその州での勝利者を決め選挙人の人数を独り占めする独特の選挙制度のため分裂選挙というものはない。1992年の大統領選挙ではロス・ペローが第三勢力として人気を博し、2大政党の支援者からも支持を受け20％近い得票率をマークした。（選挙人の獲得はない）

## 分裂選挙が回避された例

### 1980年衆議院選挙
当時、自民党では主流派と反主流派が激しく対立していた。対立は激しさを増し一触即発の状態であった。実際、野党が提出した内閣不信任決議案が反主流派の欠席により可決してしまう。首相の大平正芳は衆議院を解散したが、主流派と反主流派がお互いを批判するなど、分裂選挙の様相を呈した。しかし、総理・総裁の大平が急逝したことを受けて主流派と反主流派は一致団結して選挙戦を戦い、地滑り的な勝利を収めた。